# Cantó de Franconville
El cantó de Franconville és un cantó francès del departament de Val-d'Oise, situat al districte de Pontoise. Des del 2015 té 2 municipis i el cap és Franconville.

## Municipis
- Cormeilles-en-Parisis
- Franconville

## Història
| Data d'elecció                           | Identitat                | Partit              | Qualitat |
| ---------------------------------------- | ------------------------ | ------------------- | -------- |
| 1967-1973                                | André Blondé             | Divers droite       |          |
| 1973-1979                                | Annie Brunet             | PCF                 |          |
| 1979-1988                                | Francis Delattre         | UDF-PR              |          |
| 1988-2004                                | René di Piazza           | UDF-PR, després UMP |          |
| 2004-2011                                | Gérard Sebaoun           | PS                  |          |
| 2011-                                    | Marie-Christine Cavecchi | UMP                 |          |
| les dades anteriors no són pas conegudes |                          |                     |          |
|                                          |                          |                     |          |

## Demografia
| A partir de 1990: Població sense dobles comptes |